# Christmas in My Heart (singel)
Christmas in My Heart – singel Sarah Connor z 2005 z jej studyjnego, świątecznego albumu Christmas in My Heart (2005). Utwór został wyprodukowany przez duet Roba Tygera i Kaya Denara oraz wydany jako pierwszy i ostatni singel z krążka. Jest to pierwszy singel świąteczny jaki Connor wypromowała. Utwór miał premierę 25 listopada 2005 w Niemczech, Austrii i Szwajcarii.
„Christmas in My Heart” zadebiutował na pozycjach #8 w Niemczech i Szwajcarii oraz #20 w Austrii. Najwyższe miejsca jakie utwór osiągnął to #4 w rodzimym kraju oraz Szwajcarii i #6 w Austrii.
Piosenka znalazła się również na koncertowym DVD artystki, Christmas in My Heart.

## Formaty i lista utworów singla
Niemiecki/europejski CD-maxi singel
1. „Christmas in My Heart” (Singel Version)
2. „Christmas in My Heart” (Soulful Xmas Mix)
3. „Christmas in My Heart” (Full Length Version)
4. „Xmas Greetings From Sarah”
5. „A Look Behind The Tour"-Clip

## Pozycje na listach
| Lista przebojów (2005)             | Najwyższa pozycja |
| ---------------------------------- | ----------------- |
| Europa (Billboard)                 | 19                |
| Europa (Euro 200)                  | 16                |
| Niemcy (Media Control AG)          | 4                 |
| [A] Rosja (Tophit)                 | 177               |
| Szwajcaria (Media Control AG)      | 4                 |
| Lista przebojów (2006)             | Najwyższa pozycja |
| Austria (Media Control AG)         | 6                 |
| [A] Airplay World Official Top 100 | 33                |
| World Singles Official Top 100     | 28                |

Adnotacje
- A ^ Notowanie Airplay.